# Kyselina m-toluová
Kyselina m-toluová (také nazývána jako kyselina 3-methylbenzoová) je organická sloučenina patřící mezi aromatické karboxylové kyseliny. Je izomerem kyseliny o-toluové a p-toluové. Používá se mimo jiné jako prekurzor repelentu N,N-diethyl-m-toluamidu (DEET)